# HOYO-MiX
HOYO-MiX是米哈游旗下的全资音樂團體和音樂工作室，主要为米哈游旗下《崩坏》系列、《原神》、《未定事件簿》等游戏專案提供原声带和歌曲。主理人為米哈游音樂總監蔡近翰。
儘管HOYO-MiX由多個分管不同游戲專案的團隊組成，在音樂平臺上發佈的作品往往統一以「HOYO-MiX」標簽署名。

## 命名
蔡近翰在《新闻晨报》采访中表示，「HOYO-MiX」的名称其实就是「miHoYo」（米哈游）反着写，而「MiX」指的是音乐里面的混音。「HOYO-MiX」当中唯有「i」是小写的，代表「小我」，「我们既尊重于个体，又服务于整体，因为我们是米哈游的音乐部门，所以服务于产品这是必然的」。

## 歷史
2011 年，由蔡近翰、鄭小宇（郑宇界）、夏轶瀚三人組成的VOCALOID音樂團體「初音战队」为漫画《日渐崩坏的世界》作的主题曲日渐崩溃的初音未来（人声版名为崩坏世界的歌姬，由梦璟SAYA演唱）版權被米哈游買下，之後三人加入米哈游，共同创立「HOYO-MiX」工作室。蔡近翰担任 HOYO-MiX 主理人，同时担任米哈游音乐总监。之後工作室開始為米哈游旗下各游戲作品創作配樂。
2014年11月11日，HOYO-MiX發佈首张 OST 专辑《崩坏世界的歌姬 - 崩坏学园2 OST》。自此，HOYO-MiX製作了大量專輯和單曲，僅《原神》就發佈了20餘張專輯。這些專輯包含各種類型的曲目，如地區音樂、戰鬥音樂、BOSS（首領）音樂、角色預告片、活動限定曲目等。
各遊戲音樂團隊的成員，包括音樂製作人，並不是一成不變的。《原神》項目立項之後，蔡近翰邀請陳致逸製作《原神》遊戲原聲音樂。2020年6月，陳致逸正式加入HOYO-MiX，擔任《原神》音樂製作人。《原神》的音樂製作早期幾乎都為陳致逸負責，到淵下宮的地圖音樂開始有苑迪萌等參加創作，到須彌地區的音樂製作又多了趙鑫、姜以君等加入。到楓丹地區，HOYO-MiX 已經有完善的創作體系，在沒有陳致逸參與下完成該地區的音樂製作。2023年9月12日，陳致逸宣布離開米哈遊和 HOYO-MiX 團隊，去繼續追尋自己的音樂夢想；由同爲陳致逸工作室出身的苑迪萌接任音樂製作人。

### 合作
2017年HOYO-MiX 与日本钢琴家、歌手小林未郁合作發行Girl Inside、崩坏世界的歌姬等歌曲。Girl Inside发布仅半个月，便以第 6 名的成绩杀入网易云音乐榜单，崩坏世界的歌姬則进入前10。自2017年起，HOYO-MiX 與多位歌手合作推出音樂曲目，包括小林未郁、茶理理、尚雯婕、蔡健雅、Hanser、萨顶顶、袁娅维、胡夏、云の泣、周深、TetraCalyx、黄霄雲、阿云嘎、黄龄、優素、Paolo Andrea Di Pietro、利·瑟克、Anthony Lynch、Jonathan Steingard、希西莉亞·卡拉、楊揚、谭维维、刘欢、张杰、杰克·米勒、西山晃世、Jooyoung等參與演唱。
2020年起，HOYO-MiX與倫敦愛樂樂團、上海交響樂團、東京愛樂交響樂團、倫敦交響樂團合作製作《原神》遊戲音樂，推出多張《原神》原聲專輯。

### 音樂演出
《原神》專案前任音樂製作人陳致逸在2021年4月的採訪中透露，未來有計劃舉辦「音樂相關的線下活動，包括音樂會」。自此，HOYO-MiX舉辦了一系列年度音樂會，在多個不同的國家開展巡演。
2021 年 10 月 3 日HOYO-MiX舉辦舉辦首場《原神》交響音樂會「GENSHIN CONCERT 2021『Melodies of an Endless Journey（無盡之旅的旋律）』」，由世界著名的比利時指揮大師德克·布瑞斯、法兰德斯交响乐团（Flanders Symphony Orchestra），與來自美國、韓國等多國的音樂家們演出。
2021年10月5日HOYO-MiX舉辦《崩壞3rd》「星火流音」紀念演出，邀請了茶理理、尚雯婕、蔡健雅、袁婭維、小林未郁、hanser、TetraCalyx等歌手演唱。
2022年2月4日，由HOYO-MiX舉辦的《原神》交响音乐会特别篇「映春华章」，由上海交響樂團演奏，上海京劇院青年演員楊揚演繹《神女劈觀·喚情》唱段。
2022 年 8 月 27 日HOYO-MiX舉辦《崩壞3rd》「純真夢歌」線上音樂會，由西安交響樂團演奏，黃齡、黃霄雲、Hanser、小林未郁、美依禮芽、丁爽、優素等歌手演唱。
2022年10月2日HOYO-MiX舉辦了《原神》線上音樂會「GENSHIN CONCERT 2022『Melodies of an Endless Journey（無盡之旅的旋律）』」，由HOYO-MiX 與好萊塢室内樂團合作，作曲家、編曲家及音樂製作人鷺巢詩郎擔任音樂總監，指揮家兼作曲家Eimear Noone指揮。
2022年末到2023年中，HOYO-MiX與索尼音樂合作在日本舉辦了多場《原神》交响音乐会「原神Symphony」，以交響樂演奏《原神》遊戲內的歌曲。宮野幸子擔任音樂監督；東京場和大阪場邀請西谷亮擔任指揮，東京愛樂交響樂團、大阪愛樂交響樂團演奏，分別於2022年12 月 3 日、2023年1 月 29 日舉行；橫濱場、名古屋場邀請栗田博文擔任指揮，東京愛樂交響樂團、名古屋愛樂交響樂團演奏，分別於2023年2 月 11 日、2023年6月3日舉行。
2023年4月30日HOYO-MiX舉辦了「《崩壞：星穹鐵道》啟程慶典」，包含《崩壞：星穹鐵道》中多首曲目的交響音樂演奏。
2023年7 月 29 日HOYO-MiX舉辦了《崩壞3rd》沉浸式虛擬線上音樂會「林海綺律」，使用VP（虛擬製作）和xR（延展實境）的技術製作，演出嘉賓包括小林未郁、Hanser、黃齡、薩頂頂、Axis Neptune、重慶大劇院愛樂童聲合唱團等。此次音樂會還是首次登陸實體院線，台北場於「光點華山電影館」舉行，香港場於「K11人文購物藝術館」舉行。
2023年末到2024年初，HOYO-MiX舉辦了《原神》交响音乐会「GENSHIN CONCERT TOUR『Melodies of an Endless Journey（無盡之旅的旋律）』」全球巡演，於上海、北京、天津、重庆、长沙、武汉、新加坡、馬來西亞吉隆坡、墨西哥瓜達拉哈拉、美國波士頓、洛杉磯、芝加哥、紐約、日本大阪、横浜、韓國首爾、英國倫敦、德國杜塞道夫等多個城市演出。演出樂團包括：上海愛樂樂團、上海歌劇院合唱團、Sfuture藝術團、新加坡大都會節日管弦樂團（Metropolitan Festival Orchestra）、馬來西亞愛樂樂團、哈利斯科愛樂樂團、原神音樂會管弦樂團（Genshin Concert Orchestra）、東京愛樂交響樂團、韓國藝術交響樂團（Arts Symphony Orchestra），其中原神音樂會管弦樂團是米哈遊、索尼音樂與AWR Music Productions合作的巡演交響樂團。首場音樂會於2023年9月29日在上海梅赛德斯-奔驰文化中心舉行，最後一場則於2024年1月20日在德國杜塞道夫Mitsubishi Electric Halle举行。義大利歌劇演唱家Paolo Andrea Di Pietro在大阪、橫濱和首爾的演出中演唱了Rhapsodia Roscida和Polumnia Omnia。
2023年12月22日，HOYO-MiX舉辦了《原神》線上音樂會「GENSHIN CONCERT 2023『Melodies of an Endless Journey（無盡之旅的旋律）』——Scenic Vistas（風物奇旅）」，包括倫敦愛樂樂團、指揮家Robert Ziegler，以及歌手楊揚、Paolo Andrea Di Pietro等參與了演出，作曲家西木康智擔任音樂總監。
2024年5月1日HOYO-MiX舉辦了「2024星穹鐵道演唱會」，在上海東方體育中心舉行，包含《崩壞：星穹鐵道》中多首歌曲的演唱、以及遊戲內原聲帶的交響音樂、電子音樂改編。演唱會同時在多個串流平臺同步直播。

### 社會活動
2021年12 月 12 日米哈游HOYO-MiX 與上海音乐学院共同舉辦了2021 上海音乐学院国际数字音乐节，舉辦了包含游戏音乐创作高峰论坛、游戏音乐大赛总决赛等活動，成立了「数字音乐专业联盟」。上音国际数字音乐节艺术总监、知名作曲家、上海音乐学院安栋教授出任联盟主任，米哈游音乐总监蔡近翰出任副主任、副秘书长。2023年3月HOYO-MiX繼續承辦了第二届上音数字音乐节，將“数字音乐专业联盟” 升级为 “数字音乐音频专业委员会”。

## 音樂風格與影響

### 音樂風格
HOYO-MiX的《原神》專案前任音樂製作人陈致逸在采访中表示，音乐旨在感动玩家并使玩家完全沉浸在游戏世界里，“需要优美的旋律，时刻充满着希望、激情、诗意、美好、和人文情怀”。HOYO-MiX《崩坏：星穹铁道》專案的音樂製作人宮奇表示，在創作中製作團隊非常重視音樂與劇情的結合。原聲帶的製作目的是輔助劇情的體驗，讓遊玩過程更具有沉浸感，「就像幫一個動畫電影做音樂設計」。HOYO-MiX主理人蔡近翰表示，在每一段旅程中玩家的際遇與心情都是獨一無二的，「讓音樂與劇情產生配合，以恰如其分的存在感陪伴你見證這場遠赴星海的冒險，正是我們創作的重中之重」。角色音乐方面，HOYO-MiX主理人蔡近翰表示，音乐对角色是一个新的诠释，是一个再创作的过程，“往最基本的来说，便是‘目的性’与‘功能性’”。此外为了避免玩家的听觉疲劳，⼤部分游戏中野外探索的音乐的节奏是时长短且舒缓安宁的。
《原神》的音乐选择传统管弦乐作为基底，并在此基础上加入世界音乐元素，音乐也根据游戏中的不同地区加入了区域和文化的影响。《崩壞：星穹鐵道》的音樂選擇了小編制的管弦樂團，以凸顯旋律的精巧還有演奏上的細節，並適當插入電子合成樂器和電子打擊樂元素
。

### 影響
在网易云音乐等上，HOYO-MiX 作品长期位居 ACG 榜单前列。在bilibili上，《原神》线上音乐会 “无际之旅的旋律” 播放量超过 300 万。在YouTube上，该音乐会的播放量超过 400 万。《原神》的多首原聲帶璃月、白皑中的冥想、疾如猛火入选2022年北京冬奥会音乐库。
HOYO-MiX創作的多首人聲曲目也受到了廣泛關注和喜愛。由HOYO-MiX創作、上海京剧院青年演员杨扬演唱的《原神》游戏音樂神女劈观，在發佈半個月后播放量已经达到1500多万，獲得海内外網友喜愛，吸引了許多戏曲圈的艺术家以不同曲風進行翻唱與二次創作。HOYO-MiX與流行朋克歌手Jonathan Steingard合作的《崩壞：星穹铁道》戰鬥曲目野火，The Loadout評論員評價其讓遊戲中標誌性的關鍵戰鬥場景更加深刻；Eurogamer評論員稱讚其雖然是流行搖滾樂，卻久聽不厭。HOYO-MiX 为《崩壞：星穹铁道》创作的中國風人声单曲水龙吟，于 bilibili上线当日就登上全站排行榜前三名，一個月內在bilibili獲得800万播放量，在YouTube也有364万播放；除了单曲传播，该作品的“二创”“翻唱”也遍布全网。新京報評價其「震撼的音乐配合着富有冲击力的画面，让游戏玩家与音乐爱好者心神一荡」。2021年微博遊戲大賞，由周深演唱的《崩壞3rd》印象曲Rubia被評選爲2021年度最佳遊戲音樂。

## 作品

### 專輯與EP
| 發售日         | 名稱                                                     | 關聯作品                   | 作曲家                                                                   | 發售形態（唱片編號） | 備註            |
| -------------- | -------------------------------------------------------- | -------------------------- | ------------------------------------------------------------------------ | -------------------- | --------------- |
| 2014年11月1日  | 崩壞世界的歌姬 - 崩壞學園2 OST                           | 崩壞學園2                  | 郑宇界、蔡近翰、TetraCalyx                                               | 數位發行             |                 |
| 2016年8月12日  |                                                          | 崩壞學園2                  | 蔡近翰                                                                   | CD（MHY-001~2）      |                 |
| 2017年4月13日  | 崩坏3 (Original Motion Picture Soundtrack)               | 崩壞3rd                    | 蔡近翰、郑宇界                                                           | 數位發行             | [ 18 ] [ 17 ]   |
| 2017年5月      | 璀璨的三連星                                             | 崩壞學園2                  | 蔡近翰、郑宇界                                                           | CD                   | [ 80 ]          |
| 2018年1月19日  | 崩壞3rd-Impact- Original Soundtrack                      | 崩壞3rd                    | 蔡近翰、郑宇界                                                           | 數位發行             | [ 20 ]          |
| 2018年9月10日  | Houkai 3rd Original Soundtrack                           | 崩壞3rd                    | 蔡近翰                                                                   | CD（MHY-001~2）      |                 |
| 2018年12月21日 | 崩壞3rd-Onwards-Original Soundtrack                      | 崩壞3rd                    | 蔡近翰、宮奇、尹纯青、郑宇界                                             | 數位發行             | [ 21 ] [ 81 ]   |
| 2019年6月28日  | 崩壞3rd「女武神的餐桌」Original Soundtrack               | 女武神的餐桌               | Luna Safari                                                              | 數位發行             | [ 82 ]          |
| 2020年4月17日  | 崩壞3rd-後崩壞書-Original Soundtrack                     | 崩壞3rd                    | 宮奇、李敬浩                                                             | 數位發行             | [ 83 ]          |
| 2020年6月19日  | 原神-風與異鄉人 Le Vent et les Enfants des étoiles       | 原神                       | 陳致逸                                                                   | 數位發行             | [ 84 ]          |
| 2020年7月3日   | 崩壞3rd-Review-Original Soundtrack                       | 崩壞3rd                    | 蔡近翰、宮奇、文驰                                                       | 數位發行             | [ 85 ]          |
| 2020年9月19日  | 崩壞3rd「女武神的餐桌Ⅱ」Original Soundtrack              | 女武神的餐桌Ⅱ              | Luna Safari                                                              | 數位發行             | [ 86 ]          |
| 2020年9月28日  | 原神-風與牧歌之城 City of Winds and Idylls               | 原神                       | 陳致逸                                                                   | 數位發行             | [ 87 ]          |
| 2020年11月6日  | 原神-皎月雲間之夢 Jade Moon Upon a Sea of Clouds         | 原神                       | 陳致逸                                                                   | 數位發行             | [ 88 ]          |
| 2021年2月4日   | 原神-閃耀的群星 The Stellar Moments                      | 原神                       | 陳致逸、苑迪萌                                                           | 數位發行             | [ 89 ]          |
| 2021年2月8日   | 崩壞3rd-Yesterday-Original Soundtrack                    | 崩壞3rd                    | 宮奇、文驰、李敬浩、崔巍                                                 | 數位發行             | [ 90 ]          |
| 2021年2月9日   | 崩壞3rd-Alive-Original Soundtrack                        | 崩壞3rd                    | 文驰、林一凡、李敬浩、崔巍、宮奇                                         | 數位發行             | [ 91 ]          |
| 2021年4月2日   | 原神-漩渦、落星與冰山 Vortex of Legends                  | 原神                       | 陳致逸                                                                   | 數位發行             | [ 92 ]          |
| 2021年5月13日  | 未定事件簿OST1：邂逅                                     | 未定事件簿                 | 蔡近翰、郑宇界、杨启翔、崔巍、尹纯青、汪安于                             | 數位發行             | [ 93 ]          |
| 2021年7月11日  | 崩壞3rd「人偶學園」Original Soundtrack                   | 人偶學園                   | 文驰                                                                     | 數位發行             | [ 94 ]          |
| 2021年7月19日  | 原神-珍珠之歌 The Shimmering Voyage                      | 原神                       | 陳致逸                                                                   | 數位發行             | [ 95 ]          |
| 2021年8月4日   | 原神-風與異鄉人 Le Vent et les Enfants des étoiles       | 原神                       | 陳致逸                                                                   | CD（C2-X20650）      | [ 96 ]          |
| 2021年8月4日   | 原神-風與牧歌之城 City of Winds and Idylls               | 原神                       | 陳致逸                                                                   | CD（C2-X20651）      | [ 96 ]          |
| 2021年9月22日  | 原神-寂遠無妄之國 Realm of Tranquil Eternity             | 原神                       | 陳致逸                                                                   | 數位發行             | [ 97 ]          |
| 2021年10月30日 | 崩坏3 CD OST 「流星的旅途」                              | 崩壞3rd                    | 蔡近翰、宮奇、文驰、李敬浩、崔巍、林一凡                                 | CD（C2-X21618）      | [ 98 ]          |
| 2022年1月22日  | 原神 线上音乐会「无际之旅的旋律」                        | 原神                       | 陳致逸                                                                   | CD                   | [ 99 ]          |
| 2022年1月24日  | 未定事件簿OST2：誓約                                     | 未定事件簿                 | 杨启翔、郑宇界                                                           | 數位發行             | [ 100 ]         |
| 2022年1月26日  | 原神-閃耀的群星2 The Stellar Moments Vol. 2              | 原神                       | 陳致逸、苑迪萌、丁謙、趙鑫                                               | 數位發行             | [ 101 ]         |
| 2022年1月31日  | 原神-「飛彩鐫流年」遊戲原聲EP專輯                        | 原神                       | 陳致逸                                                                   | 數位發行             | [ 102 ]         |
| 2022年2月2日   | 崩壞3rd-Paradox-Original Soundtrack                      | 崩壞3rd                    | 文驰、李敬浩、姜以君、陈永辉、姜鹏                                       | 數位發行             | [ 103 ]         |
| 2022年2月17日  | 崩壞3rd-後崩壞書2-Original Soundtrack                    | 崩壞3rd                    | 李敬浩、文驰                                                             | 數位發行             | [ 104 ]         |
| 2022年4月13日  | 原神-佚落遷忘之島 Islands of the Lost and Forgotten      | 原神                       | 陳致逸、趙鑫、姜以君、丁謙、苑迪萌                                       | 數位發行             | [ 105 ]         |
| 2022年6月22日  | 原神-千岩曠望 Millelith's Watch                          | 原神                       | 陳致逸、姜以君、苑迪萌、丁謙、趙鑫                                       | 數位發行             | [ 106 ]         |
| 2022年7月27日  | 未定事件簿OST3：共赴                                     | 未定事件簿                 | 寇悠悠、杨启翔、郑宇界、蔡近翰、汪安于                                   | 數位發行             | [ 107 ]         |
| 2022年8月6日   | 崩壞3rd-Elysium-Original Soundtrack                      | 崩壞3rd                    | 李敬浩、陈永辉、文驰、姜鹏、林一凡                                       | 數位發行             | [ 108 ]         |
| 2022年8月15日  | 原神-珍珠之歌2 The Shimmering Voyage Vol. 2              | 原神                       | 陳致逸、苑迪萌、姜以君、趙鑫、丁謙                                       | 數位發行             | [ 109 ]         |
| 2022年9月20日  | 原神-流星的軌跡 Footprints of the Traveler               | 原神                       | 陳致逸、苑迪萌、趙鑫、姜以君、丁謙                                       | 數位發行             | [ 110 ]         |
| 2022年10月20日 | 原神-智妙明論之林 Forest of Jnana and Vidya              | 原神                       | 陳致逸、姜以君、趙鑫、苑迪萌、丁謙                                       | 數位發行             | [ 111 ]         |
| 2023年1月10日  | 原神-閃耀的群星3 The Stellar Moments Vol. 3              | 原神                       | 陳致逸、趙鑫、姜以君、丁謙、苑迪萌、尤裴佳                               | 數位發行             | [ 112 ]         |
| 2023年1月15日  | 崩壞3rd「黃金庭院：冬日裡的新年願望」Original Soundtrack | 黃金庭院：冬日裡的新年願望 | 姜鹏、陈永辉                                                             | 數位發行             | [ 113 ]         |
| 2023年1月19日  | 未定事件簿OST4：與共                                     | 未定事件簿                 | 寇悠悠、杨启翔、郑宇界                                                   | 數位發行             | [ 114 ]         |
| 2023年2月9日   | 原神-皎月雲間之夢 Jade Moon Upon a Sea of Clouds         | 原神                       | 陳致逸                                                                   | CD（C2-X20651）      | [ 115 ]         |
| 2023年2月9日   | 原神-飛彩鐫流年 Fleeting Colors in Flight                | 原神                       | 陳致逸                                                                   | CD（C2-X20651）      | [ 115 ]         |
| 2023年2月24日  | 崩壞3rd-跨越終焉之日-Original Soundtrack                 | 崩壞3rd                    | 李敬浩、陈永辉、姜鹏                                                     | 數位發行             | [ 116 ]         |
| 2023年3月24日  | 崩壞：星穹鐵道-失控 Out of Control                       | 崩壞：星穹鐵道             | 林一凡、王可鑫、宮奇、文驰                                               | 數位發行             | [ 117 ]         |
| 2023年4月19日  | 原神-啁哳流變之砂 The Unfathomable Sand Dunes            | 原神                       | 丁謙、姜以君、尤裴佳、趙鑫、苑迪萌、陳子敏、車子玉、陳致逸、劉越         | 數位發行             | [ 118 ]         |
| 2023年5月2日   | 崩壞：星穹鐵道-雪融於燼 Of Snow and Ember                | 崩壞：星穹鐵道             | 林一凡、宮奇、徐晟逸、汪玉珏、文驰、崔瀚普                               | 數位發行             | [ 119 ]         |
| 2023年6月30日  | 原神-流星的軌跡2 Footprints of the Traveler Vol. 2       | 原神                       | 陳致逸、姜以君、陳子敏、尤裴佳、趙鑫、王予曦、丁謙、車子玉、苑迪萌       | 數位發行             | [ 120 ]         |
| 2023年7月14日  | 崩壞3rd-在海的指尖-Original Soundtrack                   | 崩壞3rd                    | 姜鹏、陈永辉、刘佳诺、李敬浩                                             | 數位發行             | [ 121 ]         |
| 2023年7月20日  | 崩壞：星穹鐵道-長生夢短 Svah Sanishyu                    | 崩壞：星穹鐵道             | 林一凡、汪玉珏、王可鑫、宮奇、文驰、崔瀚普、崔巍                         | 數位發行             | [ 122 ] [ 30 ]  |
| 2023年7月24日  | 未定事件簿OST5：歸處                                     | 未定事件簿                 | 郑宇界、寇悠悠、高歡、崔巍、杨启翔                                       | 數位發行             | [ 123 ]         |
| 2023年7月26日  | 原神-珍珠之歌3 The Shimmering Voyage Vol. 3              | 原神                       | 苑迪萌、陳子敏、丁謙、車子玉、尤裴佳、姜以君、趙鑫、王予曦、陳致逸、劉越 | 數位發行             | [ 124 ] [ 31 ]  |
| 2023年10月2日  | 原神-白露澈明之泉 Fountain of Belleau                    | 原神                       | 苑迪萌、姜以君、丁謙、陳子敏、車子玉、趙鑫、尤裴佳、陳致逸、劉越、王予曦 | 數位發行             | [ 125 ] [ 43 ]  |
| 2023年10月27日 | 崩壞：星穹鐵道-行於命途 Experience the Paths             | 崩壞：星穹鐵道             | 文驰、宮奇、林一凡、王可鑫、崔巍、崔瀚普、石磊、汪玉珏、李昭洋           | 數位發行             | [ 126 ]         |
| 2023年11月     | 闪耀的群星精选集                                         | 原神                       | 陳致逸、苑迪萌、趙鑫                                                     | 黑膠（C2-X23612）    | [ 127 ]         |
| 2024年1月5日   | 崩坏3-于星的彼岸-Original Soundtrack                     | 崩壞3rd                    | 刘佳诺、陈永辉、姜鹏、李思宏                                             | 數位發行             | [ 128 ] [ 129 ] |
| 2024年1月12日  | 崩壞：星穹鐵道-星空剧场 Astral Theater                   | 崩壞：星穹鐵道             | 汪玉珏、林一凡、温菁、李昭洋、王可鑫、崔瀚普、宫奇、李敬浩               | 數位發行             | [ 130 ]         |
| 2024年1月17日  | 原神-闪耀的群星4 The Stellar Moments Vol. 4              | 原神                       | 陳致逸、趙鑫、丁謙、陳子敏、尤裴佳、車子玉、姜以君、苑迪萌、路南、李洋   | 數位發行             | [ 131 ]         |
| 2024年1月27日  | 崩壞：星穹鐵道-不眠之夜 WHITE NIGHT                      | 崩壞：星穹鐵道             | 王可鑫                                                                   | 數位發行             | [ 39 ]          |
| 2024年2月2日   | 未定事件簿OST6：与君行                                   | 未定事件簿                 | 郑宇界、高歡、寇悠悠                                                     | 數位發行             | [ 132 ]         |
| 2024年2月26日  | 原神-万流始源之海 Pelagic Primaevality                   | 原神                       | 姜以君、车子玉、丁谦、苑迪萌、王予曦、陈子敏、尤裴佳、赵鑫、路南、刘越   | 數位發行             | [ 133 ]         |
| 2024年3月27日  | 原神-沉玉沐芳 Jadeite Redolence                          | 原神                       | 王予曦、丁谦、李洋、姜以君、陈子敏、路南、尤裴佳、赵鑫、车子玉、苑迪萌   | 數位發行             | [ 134 ]         |
| 2024年4月13日  | 崩壞：星穹鐵道-行於命途2 Experience the Paths Vol. 2     | 崩壞：星穹鐵道             | 文驰、崔瀚普、温菁、聂婉迪、汪玉珏、张迦南、王可鑫、林一凡、宫奇         | 數位發行             | [ 135 ]         |
| 2024年5月9日   | 崩坏：星穹铁道-空气蛹 INSIDE                             | 崩壞：星穹鐵道             | 王可鑫                                                                   | 數位發行             | [ 136 ]         |
| 2024年5月14日  | 原神-金律永谐 Cantus Aeternus                            | 原神                       | 姜以君、车子玉、丁谦、苑迪萌、王予曦、陈子敏、尤裴佳、路南、李洋、陳致逸 | 數位發行             | [ 137 ]         |

### 單曲
| 發售日         | 名稱                          | 關聯作品                     | 歌手                       | 作曲               | 作詞                | 發售形態 | 備註            |
| -------------- | ----------------------------- | ---------------------------- | -------------------------- | ------------------ | ------------------- | -------- | --------------- |
| 2018年3月6日   |                               | 崩壞3rd                      | 小林未郁                   | 蔡近翰             | 夏轶瀚              | 數位發行 | [ 138 ]         |
| 2019年7月10日  | Cyberangel                    | 崩壞3rd                      | Hanser                     | 蔡近翰             | 尹纯青、Applebeetle | 數位發行 | [ 139 ]         |
| 2019年10月12日 | Dual-Ego                      | 崩壞3rd                      | 萨顶顶                     | 蔡近翰             | TetraCalyx          | 數位發行 | [ 22 ] [ 140 ]  |
| 2020年2月28日  | Starfall                      | 崩壞3rd                      | 袁婭維                     | 蔡近翰             | TetraCalyx          | 數位發行 | [ 23 ] [ 141 ]  |
| 2020年7月10日  | Hidden Heart                  | 崩壞學園2                    | Hanser                     | 郑宇界             | 尹纯青              | 數位發行 | [ 142 ]         |
| 2020年7月29日  | 未定的註定                    | 未定事件簿                   | 胡夏                       | 郑宇界             | 龚佳城              | 數位發行 | [ 24 ]          |
| 2020年9月19日  | Incarnation                   | 崩壞學園2                    | 雲の泣                     | 郑宇界             | 尹纯青              | 數位發行 | [ 25 ]          |
| 2021年1月29日  | Rubia                         | 崩壞3rd                      | 周深                       | 蔡近翰             | TetraCalyx          | 數位發行 | [ 26 ]          |
| 2021年7月9日   | Moon Halo                     | 崩壞3rd                      | 茶理理、TetraCalyx、Hanser | 蔡近翰、TetraCalyx | TetraCalyx          | 數位發行 | [ 19 ]          |
| 2021年10月6日  | Oracle                        | 崩壞3rd                      | 黃霄雲                     | 文驰               | TetraCalyx          | 數位發行 | [ 143 ]         |
| 2022年1月21日  | Regression                    | 崩壞3rd                      | 阿雲嘎                     | 林一凡             | TetraCalyx          | 數位發行 | [ 144 ]         |
| 2022年8月12日  | TruE                          | 崩壞3rd                      | 黃齡                       | 文驰               | TetraCalyx          | 數位發行 | [ 29 ] [ 145 ]  |
| 2022年11月10日 | Cheer Up                      | 崩壞學園2                    | 宴寧                       | 郑宇界             | Jagger              | 數位發行 | [ 146 ]         |
| 2023年3月3日   | Da Capo                       | 崩壞3rd                      | 車子玉                     | 蔡近翰             | TetraCalyx          | 數位發行 | [ 147 ]         |
| 2023年4月25日  | 星間旅行 Interstellar Journey | 崩壞：星穹鐵道               | 茶理理、利·瑟克            | 王可鑫、苑迪萌     | 往人不识、黑金雨    | 數位發行 | [ 32 ] [ 148 ]  |
| 2023年4月26日  | 踏上旅途 Take the Journey     | 崩壞：星穹鐵道               | Anthony Lynch              | 林一凡             | 林一凡              | 數位發行 | [ 33 ]          |
| 2023年7月20日  | Where the Heart Belongs       | 未定事件簿                   | Shye                       | 寇悠悠             | 黑金雨              | 數位發行 | [ 149 ]         |
| 2023年11月13日 | 輕漣 La vaguelette            | 原神                         | 希西莉亞·卡拉              | 苑迪萌             | 哈尼、项柳、三宝    | 數位發行 | [ 35 ] [ 150 ]  |
| 2023年11月14日 | 輕漣 La vaguelette            | 原神                         | 尚雯婕                     | 苑迪萌             | 哈尼、项柳、三宝    | 數位發行 | [ 151 ] [ 152 ] |
| 2023年11月14日 | 輕漣 La vaguelette            | 原神                         | 胡夏                       | 苑迪萌             | 哈尼、项柳、三宝    | 數位發行 | [ 151 ]         |
| 2023年11月15日 | 輕漣 La vaguelette            | 原神                         | 譚維維                     | 苑迪萌             | 哈尼、项柳、三宝    | 數位發行 | [ 151 ] [ 37 ]  |
| 2023年11月15日 | 輕漣 La vaguelette            | 原神                         | 阿雲嘎                     | 苑迪萌             | 哈尼、项柳、三宝    | 數位發行 | [ 151 ]         |
| 2024年1月30日  | No Ceiling                    | 崩壞3rd                      | BRAINFREEZE                | 姜鹏、BRAINFREEZE  | BRAINFREEZE         | 數位發行 | [ 153 ]         |
| 2024年2月9日   | 在出發之前                    | 旅途危机！圣芙蕾雅号特别事件 | 陶典、Hanser、菊花花       | 刘佳诺             | Hanser              | 數位發行 | [ 154 ] [ 155 ] |
| 2024年4月18日  | 烬火 Emberfire                | 原神                         | 希林娜依·高                | 李洋               | 三宝、项柳          | 數位發行 | [ 156 ]         |

## 评价与获奖

### 評價
HOYO-MiX 創作的遊戲音樂获得了普遍正面的评价。游戏葡萄分析称，《原神》的角色音乐带来了听觉的“辨识度”，每首角色音乐都在试图创作出唯有这个角色才拥有的配乐系统；游戏音乐除了拥有有「目的性」与「功能性」以外，还有讲述人物关系的“叙事能力”。IGN评价称，《原神》游戏中“每个角落都能欣赏到绝妙的景色以及令人陶醉的音乐”。Eurogamer Italy的斯蒂芬妮娅·内蒂（Stefania Netti）认为《原神》的音乐框架“值得称赞”，并表示这让人想起了一些最终幻想系列的音乐，如植松伸夫的Prelude和To Zanarkand（又译作“去札納爾坎德”）。Screen Rant的扎克里·费尔法克斯（Zackerie Fairfax）认为《原神》的“优美配乐使提瓦特变得更加生动”，“精心编排的乐谱颂扬了环境，并根据环境无缝地改变其曲调，从而创造出一些最令人难忘的旋律”。The Loadout評論員稱讚音樂是米哈遊的強項，而《崩坏：星穹铁道》的遊戲配樂相比之前米哈遊的遊戲又有進步。Gaming Bolt評論員認爲《崩坏：星穹铁道》精彩的管弦乐作品和電子樂曲目引人入勝。Spazio Games評論員稱讚《崩坏：星穹铁道》原聲帶的品質，認爲每個劇情環節的音樂讓人印象深刻。Eurogamer評論員稱讚《崩坏：星穹铁道》音樂營造了一種引人入勝的氛圍，對應不同遊戲場景提供了令人愉悦的钢琴旋律、轻柔的詠唱和激盪的电子节拍。GLHF on Sports Illustrated評論員表示《崩坏：星穹铁道》環境音樂和戰鬥曲目一直縈繞腦中，讓人難忘。

### 獲獎與提名
| 年份 | 提名作品                       | 獎項                                         | 結果  | 註釋            |
| ---- | ------------------------------ | -------------------------------------------- | ----- | --------------- |
| 2020 | 原神                           | 北京国际游戏创新大会「年度优秀游戏音乐」     | 獲獎  | [ 163 ] [ 164 ] |
| 2020 | 原神                           | 中国“游戏十强”优秀游戏音乐奖                 | 獲獎  | [ 165 ]         |
| 2021 | 風與異鄉人（原神）             | PlayStation遊戲音樂大獎「Spotify串流部門」   | 第2位 | [ 166 ] [ 167 ] |
| 2021 | 皎月雲間之夢（原神）           | 唱工委音樂獎「最佳電子遊戲配樂」             | 獲獎  | [ 168 ]         |
| 2022 | 原神                           | 中国游戏产业年会「优秀游戏音乐设计」         | 提名  | [ 169 ]         |
| 2023 | 珍珠之歌2（原神）              | 腾讯音乐娱乐盛典「年度最佳游戏类音乐专辑奖」 | 獲獎  | [ 170 ]         |
| 2024 | 白露澈明之泉（原神）           | PlayStation遊戲音樂大獎「Spotify串流部門」   | 第2位 | [ 171 ]         |
| 2024 | 飛來波的聖狀（崩壞：星穹鐵道） | PlayStation遊戲音樂大獎「Spotify串流部門」   | 第4位 | [ 171 ]         |

## 外部連結
- YouTube上的HOYO-MiX頻道
- HOYO-MiX的X（前Twitter）